# Ampelocissus rubiginosa
Ampelocissus rubiginosa är en vinväxtart som beskrevs av Carl Karl Adolf Georg Lauterbach. Ampelocissus rubiginosa ingår i släktet Ampelocissus och familjen vinväxter. Inga underarter finns listade i Catalogue of Life.